# Stuibenhütte
Die Stuibenhütte ist eine bewartete Selbstversorgerhütte der Sektion Garmisch-Partenkirchen des Deutschen Alpenvereins am Stuiben im bayrischen Wettersteingebirge. Sie liegt auf 1640 m ü. NN östlich unterhalb der Alpspitze.
Die Stuibenhütte ist nur im Winter geöffnet und ausschließlich mit Tourenskiern oder Schneeschuhen zu erreichen. Sie dient als Stützpunkt für Skitouren und Winterklettern in der Umgebung. Die Hütte ist mit einem Waschraum mit fließend Wasser, einem Plumpsklo neben der Hütte und einer Solaranlage zur Versorgung mit Strom für die Beleuchtung ausgestattet.

## Zugänge
- Mit der Kreuzeck-Bergbahn von Garmisch/Hammersbach zum Kreuzeckhaus, von dort über den Bernardeinsteig zur Hütte.
- Mit der Seilbahn zum Osterfelderkopf, von dort Abfahrt über die Piste und weiter über den Bernadeinsteig zur Hütte.
- Von Garmisch über die Partnachalm und die Laubhütte.

## Übergänge
- Zum Kreuzeckhaus

## Gipfel
- Alpspitze (2.620 m)
- Hoher Gaif (2.289 m)
- Hoher Gaifkopf (1.868 m)
- Stuibenspitze (1.908 m)
- Hochblassen (2.706 m)
- Stuibenkopf (1.924 m)